# ジョン・バッカス
ジョン・ワーナー・バッカス（John Warner Backus, 1924年12月3日 - 2007年3月17日）は、アメリカ合衆国の計算機科学者。初期の高水準プログラミング言語 (FORTRAN) の発明者、（形式言語の文法の定義に汎用的に用いられる）バッカス・ナウア記法の発明者、また関数レベルプログラミング (Function-level Programming) の提唱者でもある。

## 生涯
ペンシルベニア州フィラデルフィアで生まれ、デラウェア州ウィルミントンで育った。ペンシルベニア州ポッツタウンの The Hill School で学んだが、まじめな学生だったとは言えない。化学を学ぶためにバージニア大学に進学したが挫折し、アメリカ陸軍に入隊。ハバフォード大学で医療を学びはじめ、病院でのインターン時代に頭蓋の骨腫瘍と診断されたものの、手術は成功した。手術で頭にプレートを入れられ、9カ月で医療の道をあきらめたが、後に自分が設計したプレートに入れ替える手術を行った。
ニューヨーク市に移り住み、ラジオ技術者としての訓練を受け始め、数学が向いていることに気づいた。彼は1949年にコロンビア大学で数学の修士号を取得し、1950年にIBMに入社した。IBMでの最初の3年間、彼はSSECを使った仕事に従事した。最初の大きな仕事は月の位置を計算するプログラムを作成することだった。1953年、プログラミング言語 Speedcoding を開発。IBMのコンピュータで動作する初の高水準言語だった。
プログラミングが難しいことから、1954年になるとバッカスはチームを結成して IBM 704 コンピュータのためのFORTRANの設計と開発を行った。これは世界初の高水準プログラミング言語ではないものの、広く使われた世界初の高水準言語となった。
1950年代後半、バッカスは ALGOL 58 を開発した国際委員会の一員としても働いた。ALGOLはアルゴリズムを記述する際の世界的なデファクトスタンダードとなった。また1959年、UNESCOレポートにおける ALGOL 58 の言語仕様記述のためバッカス・ナウア記法 (BNF) を考案。BNFは任意の文脈自由な形式言語の文法（形式文法）を記述でき、その後のプログラミング言語の開発に重要な役割を果たした。これらの貢献からチューリング賞を受賞した。
その後彼は「関数レベル」プログラミング言語 FP に取り組んだ。これはチューリング賞受賞の際の講演 "Can Programming be Liberated from the von Neumann Style?"（プログラミングはフォン・ノイマン的スタイルから解放されるか?）で述べられている。この論文は FORTRAN を生み出したことへのバッカスの謝罪と受け取られることもあり、彼の研究していた FP そのものよりも関数型プログラミング一般の研究を盛んにする結果となった。FPインタプリタは 4.2BSD 上に実装されている。FP はケネス・アイバーソンのAPLの影響を強く受けており、標準的でない文字も使っている。その後のバッカスは FP言語の後継の FL (Function Level) の開発に注力した。FL はIBM内部のプロジェクトであり、プロジェクト終了とともに言語の開発も終了し、論文もわずかしか発表されていない。しかし、この言語の革新的で重要なアイデアの数々はアイバーソンのJ言語に実装された。
バッカスは1963年にIBMフェローとなった。1993年にはチャールズ・スターク・ドレイパー賞を授与された。1991年から引退生活に入り、2007年3月17日、オレゴン州アシュランドで死去した。

## 受賞歴
- 1963年 - IBMフェロー[6]
- 1967年 - W.W. McDowell Award[8]
- 1975年 - アメリカ国家科学賞[9]
- 1977年 - チューリング賞[10]
- 1985年 - アメリカ芸術科学アカデミーのフェロー[11]
- 1989年 - 名誉学位（アンリ・ポアンカレ大学（英語版））[12]
- 1993年 - チャールズ・スターク・ドレイパー賞[7]
- 1997年 - コンピュータ歴史博物館フェロー（コンピュータの殿堂）[13]

2007年6月1日、小惑星 6830 にバッカスの名がつけられた（6830 Johnbackus）
チューリング賞の受賞理由は以下の通り:
- 特にFORTRANの研究によって行われた、実用的な高水準プログラミングシステムの設計への深く、影響力のある恒久的貢献に対して。そして、プログラミング言語の仕様記述の形式的手法についての強い影響力のある出版に対して。
- (原文) For profound, influential, and lasting contributions to the design of practical high-level programming systems, notably through his work on FORTRAN, and for seminal publication of formal procedures for the specification of programming languages.[10]